# Guy Montagné
Pour les articles homonymes, voir Montagné.
 (août 2014).
Si vous disposez d'ouvrages ou d'articles de référence ou si vous connaissez des sites web de qualité traitant du thème abordé ici, merci de compléter l'article en donnant les références utiles à sa vérifiabilité et en les liant à la section « Notes et références ».
Guy Montagné, né le 6 mars 1948 à Paris, est un acteur et un humoriste français.

## Biographie
Il est le « petits-fils d'une chanteuse lyrique, dans une famille où l'on naît musicien de génération en génération », et le fils de Jean-Claude Beïret Montagné, réfractaire au STO ayant été interné dans les geôles franquistes, ingénieur radio-électronicien et chef d'entreprise dans l'électronique.

### Carrière
En 1972, Guy Montagné sort du Cours René Simon récompensé du prix Marcel Achard, puis est rapidement repéré par des metteurs en scène comme Robert Manuel ou Luis Buñuel, ce dernier l'engageant pour son film Le Fantôme de la liberté.
De 1974, à 1978, il interprète durant treize épisodes le rôle de l'inspecteur Guyomard dans la série télévisée Commissaire Moulin aux côtés d'Yves Rénier. Puis il tourne dans de nombreux téléfilms dont la trilogie Les Rebelles de Jean-Pierre Chabrol réalisée par Pierre Badel.
En 1978, Stéphane Collaro l'engage pour faire des imitations et écrire les textes comiques pour son émission radiophonique sur la station Europe 1. Sa trouvaille du feuilleton Tous les chemins mènent au rhum, premier feuilleton politico-radiophonique, propulse Collaro et Montagné en tête de l’audience radio[réf. nécessaire]. Par la suite, ils collaborent à la télévision de 1979 à 1981 avec l'émission Le Collaro show. La troupe de Collaro passe d'Antenne 2 à TF1, l'émission étant renommée Co-Co Boy, où Guy Montagné rencontre la coco-girl américaine Terry Shane, qui devient sa femme et le metteur en scène de ses premiers one-man-shows. Pendant la « période Collaro », qui s'étale sur une dizaine d'années, de la fin des années 1970 au milieu des années 1980, il devient très populaire avec son imitation de l'historien Alain Decaux.
Il crée également le personnage du général Buzard. En tenue de combat, le béret rouge enfoncé sur le front, Buzard — peut-être en « hommage » au général Bigeard — ne cesse de répéter : « Bande de p'tits salopards ! ». Il emprunte ainsi les mimiques de Noël Roquevert dans la scène du bistrot du film La ligne de démarcation de Claude Chabrol.
En 1985, il est la voix française de Donald Duck dans l'émission Le Disney Channel sur FR3. La même année, il quitte l'équipe Collaro et se retrouve au Théâtre du Splendid au côté de Smaïn dans Tous aux abris, une comédie de Jean-Jacques Burah. Toujours en 1985, il tourne dans le film P.R.O.F.S de Patrick Schulmann, puis il lance la série Frog show sur Canal+ et Sac à Dingues surprises sur FR3.
En 1987, il écrit, produit et interprète le spectacle Programme minimum, mis en scène par Francis Perrin.
En 1988, Philippe Bouvard l'invite à son émission Les Grosses Têtes de RTL puis sur TF1, dont il deviendra pendant quatorze ans l'un des piliers.
Il participe en 1992 au film Le Retour des Charlots. La même année, Guy Montagné crée son premier seul-en-scène au Théâtre des Deux Ânes. Il enchaînera jusqu'en 2004 neuf autres one man shows au Théâtre de Dix heures, au Théâtre Grévin, au Daunou, au Théâtre du Gymnase et au Palais des Glaces.
En 2000, ses anciens acolytes du Collaro Show, Philippe Bruneau et Rita Brantalou, font appel à lui pour interpréter le premier rôle masculin de leur pièce Sous les pavés, la plage au Théâtre de la Gaîté-Montparnasse aux côtés de Danièle Évenou.
En 2002, c'est avec Jeane Manson qu'il triomphe dans Un homme parfait au Théâtre de la Michodière.
En 2003, il divorce puis rencontre la comédienne Sylvie Raboutet dont il partage désormais la vie sentimentale et professionnelle. Ils se marient en 2014 et créent ensemble de nombreux spectacles dont La groupie du comique, En route pour Vegas et Histoires drôles pour les couples 1 et 2.
En 2006, ils produisent La filière espagnole, un documentaire sur les « Évadés de France » tiré du livre de Jean-Claude Beïret Montagné, père du comédien.
En 2010, le couple Montagné-Raboutet s'installe dans le Perche. Il quitte le genre de l'histoire drôle pour la satire politique, en créant la Web-série Pépette & Papy. Sur le conseil de Jacques Mailhot, directeur du Théâtre des deux Ânes, ils en tirent le spectacle de comédie politico-campagnarde Pépette & Papy à l'Élysée, qu'ils produisent eux-mêmes à Paris et en tournée.
En 2020, à la suite des périodes de confinement sanitaire, Guy Montagné et Sylvie Raboutet abandonnent leur activité théâtrale pour se consacrer exclusivement à la création de vidéos comiques sur YouTube. Avec la collaboration de la population locale percheronne, ils créent plusieurs miniséries dont le succès grandit sur les réseaux sociaux.

### Vie privée
En février 2014, Guy Montagné est victime d'une paralysie faciale du côté gauche, dite paralysie de Bell ou « paralysie faciale a frigore », due au stress lié au vol de la billetterie (réservations) de son spectacle qu'il devait jouer le 1er février dans la commune de Muzillac (Morbihan), et à la manière dont il a été traité par la municipalité de Muzillac à la suite du vol, celle-ci ne voulant pas le rembourser. Il en fait un sketch,. Soigné à la Pitié-Salpêtrière, à Paris, il se remet rapidement, pouvant à nouveau sourire deux mois après l'incident.

## Filmographie

### Cinéma
- 1974 : La Bonzesse de François Jouffa
- 1974 : Le Fantôme de la liberté de Luis Buñuel : un moine
- 1977 : L'Apprenti salaud de Michel Deville : L'employé de banque
- 1982 : Qu'est-ce qui fait craquer les filles ? de Michel Vocoret : Cervoise, le propriétaire de l'hôtel
- 1982 : Elle voit des nains partout ! de Jean-Claude Sussfeld : le Temps
- 1984 : American dreamer de Rick Rosenthal : le chauffeur de taxi
- 1985 : P.R.O.F.S de Patrick Schulmann : René Nogret (le professeur de mathématiques)
- 1986 : Paulette, la pauvre petite milliardaire de Claude Confortès : le fermier
- 1987 : Les Oreilles entre les dents de Patrick Schulmann : Gayat
- 1991 :  Les Secrets professionnels du Dr Apfelglück : un gendarme
- 1992 :  Le Retour des Charlots de Jean Sarrus : l'adjudant Caussade
- 2007 : Le Temps d'un regard d'Ilan Flammer : Gaston

### Télévision
- 1972 : Au théâtre ce soir : Lysistrata d'Albert Husson d'après Lysistrata d'Aristophane, mise en scène Robert Manuel, réalisation Georges Folgoas, Théâtre Marigny
- 1973 : Monsieur Émilien est mort de Jean Pignol
- 1974 : Les Brigades du Tigre, épisode « La main noire » de Victor Vicas
- 1976 : Les rebelles, de Jean-Pierre Chabrol mise en scène Pierre Badel, Antenne 2
- 1976-1980 : Commissaire Moulin
- 1979 : Le Collaro show, Antenne 2
- 1982 : Cocoboy, TF1
- 1985 : Le Disney Channel, FR3
- 1986 : Sac à dingues surprise, FR3
- 1992-1997 : Les Grosses Têtes, TF1
- 2004 : La Crim', « Taxi de nuit », réalisé par Denis Amar
- 2005 : Louis Page, « La vraie vie », réalisé par Heikki Arekallio
- 2006 : Commissaire Cordier, « Haute sécurité », réalisé par Eric Summer, TF1
- 2006 : Alice Nevers, le juge est une femme (saison 5, épisode 4) « Cas De Conscience » de Éric Summer : Binet
- 2007 : Les Cerfs-volants, d'après Romain Gary, réalisé par Jérôme Cornuau.

## Théâtre
- 1972 : Le Plaisir conjugal d'Albert Husson, mise en scène Robert Manuel, Théâtre de la Madeleine
- 1973 : La situation est grave mais pas désespérée, mise en scène René Clermont, Théâtre Daunou
- 1975 : Les Fantastiks, comédie musicale de Harvey Schnmidt et Tom Jones, Théâtre Campagne Première
- 1992 : Si c'est pas Montagné, j'en veux pas, seul en scène, Théâtre des Deux Ânes
- 1993 : Les Meilleures, seul en scène, Théâtre de Dix Heures
- 1993 : Les inédits, seul en scène, Théâtre de Dix Heures
- 1995 : Guy Montagné s'éclate au Grévin, seul en scène, Théâtre Grévin
- 1997 : Programme minimum, mise en scène Francis Perrin, en tournée
- 1999 : Histoires de vacances, seul en scène, Théâtre de Dix Heures
- 2000 : Sous les pavés, la plage de Rita Brantalou et Philippe Bruneau, mise en scène Jean-Luc Moreau, Théâtre Daunou
- 2001 : L'adieu aux blagues, seul en scène, Théâtre de la Gaîté-Montparnasse, Théâtre du Gymnase
- 2003 : Un homme parfait de Michel Thibaud, mise en scène Jean-Pierre Dravel et Olivier Macé, Théâtre de la Michodière
- 2004 : Caramba, seul en scène, Théâtre Daunou
- 2006 : La Crampon, mise en scène Francis Perrin, Théâtre de la Gaîté-Montparnasse
- 2007 : La groupie du comique, avec Sylvie Raboutet, en tournée
- 2011 : Histoires drôles pour les couples, avec Sylvie Raboutet, Théâtre des Deux Ânes
- 2015 : Kes'kon va en faire (rebaptisé "Histoires drôles pour les couples 2), avec Sylvie Raboutet, en tournée[11].
- 2017: Pépette et Papy à l'Elysée, avec Sylvie Raboutet  au Théâtre des Deux Ânes puis en tournée jusqu'en 2020.

## Radio
- 1978-1981 : participation à l'émission de Stéphane Collaro, A vos souhaits, sur Europe 1.
- 1981-1982 : animation avec Jacques Pessis de l'émission Show les cœurs sur RMC.
- 1986-1987 : animation de la rubrique quotidienne Le journal à Montagné sur Radio Tour Eiffel 95.2.
- 1988-2000 : participant à l'émission de Philippe Bouvard, Les grosses têtes, sur RTL.
- De 1989 à 1992, il prête sa voix pour les jingles de la radio Maxximum[12].